# Trichoncus saxicola
Trichoncus saxicola är en spindelart som först beskrevs av O. Pickard-Cambridge 1861.  Trichoncus saxicola ingår i släktet Trichoncus och familjen täckvävarspindlar. Arten har ej påträffats i Sverige. Inga underarter finns listade i Catalogue of Life.